# Aveleda (Braga)

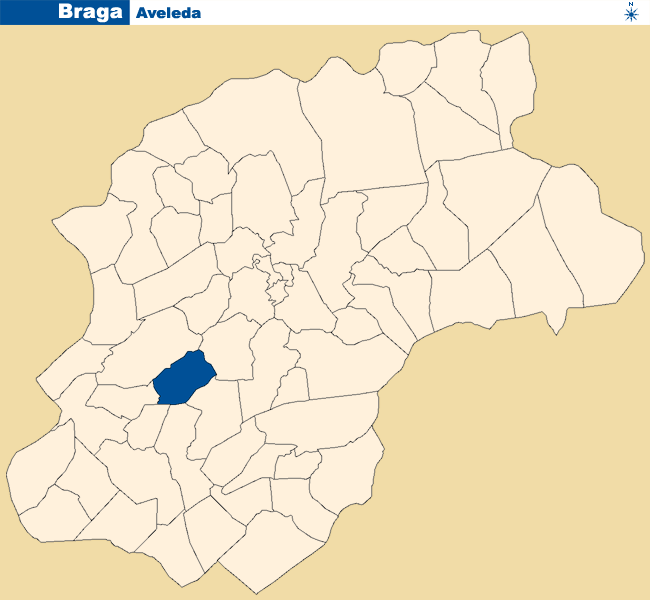

Aveleda é uma povoação portuguesa do Município de Braga que foi sede da extinta Freguesia de Aveleda, freguesia que tinha 189 hectares e 2 149 habitantes (2011).
A Freguesia de Aveleda foi extinta em 2013, no âmbito de uma reforma administrativa nacional, tendo sido agregada às freguesias de Celeirós e Vimieiro, para formar uma nova freguesia denominada União das Freguesias de Celeirós, Aveleda e Vimieiro com sede em Celeirós.
Situa-se a sul da cidade de Braga, pertencente (em parte) ao perímetro urbano da cidade (dista aproximadamente 4 km do centro), confrontando com as freguesias de Ferreiros, Sequeira, Celeirós, Vimieiro, Vilaça e Fradelos.

## População
| População da freguesia de Aveleda (1864 – 2011) | População da freguesia de Aveleda (1864 – 2011) | População da freguesia de Aveleda (1864 – 2011) | População da freguesia de Aveleda (1864 – 2011) | População da freguesia de Aveleda (1864 – 2011) | População da freguesia de Aveleda (1864 – 2011) | População da freguesia de Aveleda (1864 – 2011) | População da freguesia de Aveleda (1864 – 2011) | População da freguesia de Aveleda (1864 – 2011) | População da freguesia de Aveleda (1864 – 2011) | População da freguesia de Aveleda (1864 – 2011) | População da freguesia de Aveleda (1864 – 2011) | População da freguesia de Aveleda (1864 – 2011) | População da freguesia de Aveleda (1864 – 2011) | População da freguesia de Aveleda (1864 – 2011) |
| ----------------------------------------------- | ----------------------------------------------- | ----------------------------------------------- | ----------------------------------------------- | ----------------------------------------------- | ----------------------------------------------- | ----------------------------------------------- | ----------------------------------------------- | ----------------------------------------------- | ----------------------------------------------- | ----------------------------------------------- | ----------------------------------------------- | ----------------------------------------------- | ----------------------------------------------- | ----------------------------------------------- |
| 1864                                            | 1878                                            | 1890                                            | 1900                                            | 1911                                            | 1920                                            | 1930                                            | 1940                                            | 1950                                            | 1960                                            | 1970                                            | 1981                                            | 1991                                            | 2001                                            | 2011                                            |
| 399                                             | 353                                             | 321                                             | 382                                             | 402                                             | 438                                             | 828                                             | 699                                             | 775                                             | 1 050                                           | 1 326                                           | 1 805                                           | 2 029                                           | 2 253                                           | 2 149                                           |

## História de Aveleda
O povoamento do território de Aveleda remonta certamente a épocas muito longínquas, a julgar pela sua situação geográfica, situada a Norte de dois montes, em que pelo menos um deles, chamado nos princípios da nacionalidade de S. Mamede, terá sido fortemente povoado. Assim, a localidade é uma povoação antiga, que aparece já referenciada em documentos de 1106, já nos limites do couto de Braga.
Em 1109 surge no termo do couto de Penafiel de Bastuço e em 1220 como paróquia do couto de Vimieiro, posteriormente, entre, 1320e 1371, aparece reintegrada no termo de Bastuço, até que passa depois para o termo de Braga, mantendo-se nesta até à actualidade.  

## Porquê Aveleda?
O topónimo de “Aveleda” tem vindo ao longo dos tempos, ser interpretado pelos versados em assuntos toponímicos, de duas maneiras diferentes; para alguns, como Pinho Leal, o topónimo “AVELEDA” ou “VELLEDAS”, teve a sua origem numa palavra céltica, mas originária da Alemanha; o autor explica que quando os “gallos” celtas ocuparam a Ibéria, para aqui trouxeram o seu culto, os seus druídas ou sacerdotes e as suas “Velledas”.
No entanto para outros autores, “AVELEDA”, que significa “avelãs” ou local onde abundam arvores deste fruto (terreno de aveleiras).

## Património Edificado

### Capela Nossa Senhora do Parto
Ex-libris da localidade, a Capela de Nossa Senhora do Parto ou Capela da Sr.ª do Encontro, foi edificada sob direcção do artista bracarense Marceliano de Araújo em 1756, a ele é atribuída alguns motivos beneditinos do Templo
Na frontaria existem imagens em dois grupos sobre penhas arredondadas, representando o Encontro de Nossa Senhora com o Seu Filho.
No interior tem dois belos caixilhos Rococó que se julgam desenhados por André Soares.

### Igreja Paroquial
A Igreja Paroquial da Aveleda foi construída nos anos cinquenta do século XX por iniciativa do Padre David de Oliveira Martins.
Possui um carrilhão de sinos e é dedicada a Santa Maria ou Senhora do Ó, padroeira da paróquia.
Festeja-se nesta igreja o Santo António que se realiza-se no Fim de Semana mais próximo do dia 13 de Junho.

## Festas e Romarias
A festa de Nossa Senhora do Parto, é a festa mais importante da povoação.
Conta sempre com bons cantores, paraquedistas, a procissão religiosa, divertimentos, etc.
É uma festa de calendário que se realiza sempre no último fim de semana de Setembro.
Conta também com a Festa de Santo António que se realiza-se no Fim de Semana mais próximo do dia 13 de Junho.
Com grande animação tem o Festival Folclórico Vale D' Este que se realiza-se no primeiro Sábado do mês de Agosto, junto à Capela de Nossa Senhora do Parto.

## Equipamentos sociais e de lazer
Aveleda conta com um novo edificio, arquitectura moderna, inaugurado em 5 de Outubro de 2008, que é Sede de Junta da Autarquia. Este edificio, polivalente, possiu um auditório com 50 lugares sentados, um salão multiusos dotado de um palco e respectivo camarim, bar, postos públicos de ligação gratuita à internet, sala sede da ARCA - Associação Recreativa e Cultural de Aveleda, da qual faz parte o Grupo Folclórico Santa Maria de Aveleda, sala sede da ADCA - Associação Desportiva e Cultural de Aveleda e AMA - Associação Mexer Aveleda. Todo o edificio possui som ambiente, ar condicionado e casas de banho com duche. 
No ensino primário o parque escolar é composto por um Jardim de Infância, ano 2003, uma Escola Primária EB1,requalificada em 2008. O ensino Especial conta com a APECDA - Associação de Pais Encarregados de Crianças Deficientes Auditivas, tem as suas instalações em Aveleda. 
Relativamente ao ensino profissional temos IEFP - Instituto do Emprego e Formação Profissional, instalações localizadas em Mazagão - Aveleda. 
O Parque de Jogos de Aveleda, o polidesportivo do Monte e o Parque de Lazer Aveleda Parque são as infraestruturas de Lazer. 
Relativamente a equipamentos sociais temos a Capela Nossa Senhora do Parto, ex-libris do povoado, ano 1716, a Igreja Paroquial, ano 1951, Centro social e paroquial, mais recentemente centro juvenil e o cemitério.

## Colectividades
- A.M.A. - Associação Mexer Aveleda. A Associação, sem fins lucrativos, criada em 17 de Julho de 2009, adopta a denominação de ASSOCIAÇÃO MEXER AVELEDA, tem a sua sede na Rua da Torre, 10 r/chão – 4705-050 AVELEDA concelho de Braga e constitui-se por tempo indeterminado, tem, estatutariamente, como fins a organização de actividades e eventos culturais, artísticos, desportivos e recreativos.

A AMA disponibiliza aos seus Associados actividades de Ginástica e Danças de Salão e Cinema. O Grupo de Teatro AMA desenvolve semanalmente a sua actividade teatral.
- APEECA - ASSOCIAÇÃO PAIS E ENCARREGADOS DE EDUCAÇÃO DA EB1 / JI  - AVELEDA
- GRUPO FOLCLÓRICO DE AVELEDA, que tem sido um digno representante do concelho de Braga, em particular das gentes de Aveleda e um dos principais embaixadores por todo o país e além fronteiras mais concretamente Espanha, França e Alemanha.

O grupo apareceu pela primeira vez em público no dia 28 de Setembro de 1963 na festa - romaria de Nossa Senhora do Parto, tendo a sua origem nas rusgas que se organizam no meio rural para se representar nas festas sanjoaninas de Braga, mas só a partir de 1974 com a aurora do 25 de Abril arrancou com uma forte dinâmica. Nada se tinha feito ate essa altura no campo de recolhas e começa-se então a fazer recolhas junto às nossas gentes e a alguns locais vizinhos aonde as tradições ainda se iam manter.
Nunca mais se parou ate hoje, tendo duas presenças na RTP, editando três cassetes e um single.
Apresenta os trajes típicos da região sendo os femininos compostos por a Encosta, Vale D' Este, Vale do Cavado, Ribeira e Eira. Os homens vestem camisas de linho bordada, colete ou jaqueta, calça preta, faixa e sapatos de carneira.
Cantam e dançam entre outras músicas, O Vira de Aveleda, Dobadoira, Rusga p'ra Santa Marta, Arrastadinho, Regadinho, Malhão da Eira, etc.
Realizam o seu festival de folclore no primeiro sábado de Agosto de cada ano.
- Associação Desportiva e Cultural de Aveleda (A.d.C.A.) que foi fundada em 28 de Fevereiro de 1978, como associação sem fins lucrativos, com duração indeterminada, e tendo por fim a promoção e o desenvolvimento da cultura e desporto entre a população. Os seus fundadores foram os seguintes: Manuel Gomes Ferreira; João Gonçalves Gomes; José Marques Fernandes Lopes; Luís de Jesus Ferreira; João de Deus Morgado Vilaça; Manuel Morgado Vilaça; Manuel de Araújo Vilaça; José da Costa Martins; Artur da Silva Fernandes; Manuel de Sousa Pinto.
- GRUPO DE ESCUTEIROS
- GRUPO DE GUIAS DE PORTUGAL
- GRUPO CORAL
- GRUPO DE JOVENS "PEGADAS".
- CLUBE DE FUTEBOL DO SR. MAIA " dragon force"

## A Visitar em Aveleda
Em Aveleda pode-se visitar, como já referido a Capela Nossa Senhora do Parto, a Igreja Paroquial, as Alminhas de Mazagão, o Nicho da Nossa Senhora de Fátima e Cruzeiro, Pequenas "capelinhas" ou nichos e cruzeiros espalhados pela localidade, onde são honrados os santos devotos da população.
Tem também o Coreto Musical onde se realiza actuações musicais nas festas e romarias, principalmente na romaria e festa em honra de Nossa Senhora do Parto.

## Projectos
Aveleda tem como principal meta a construção de uma Casa Mortuária (projecto já concluído)

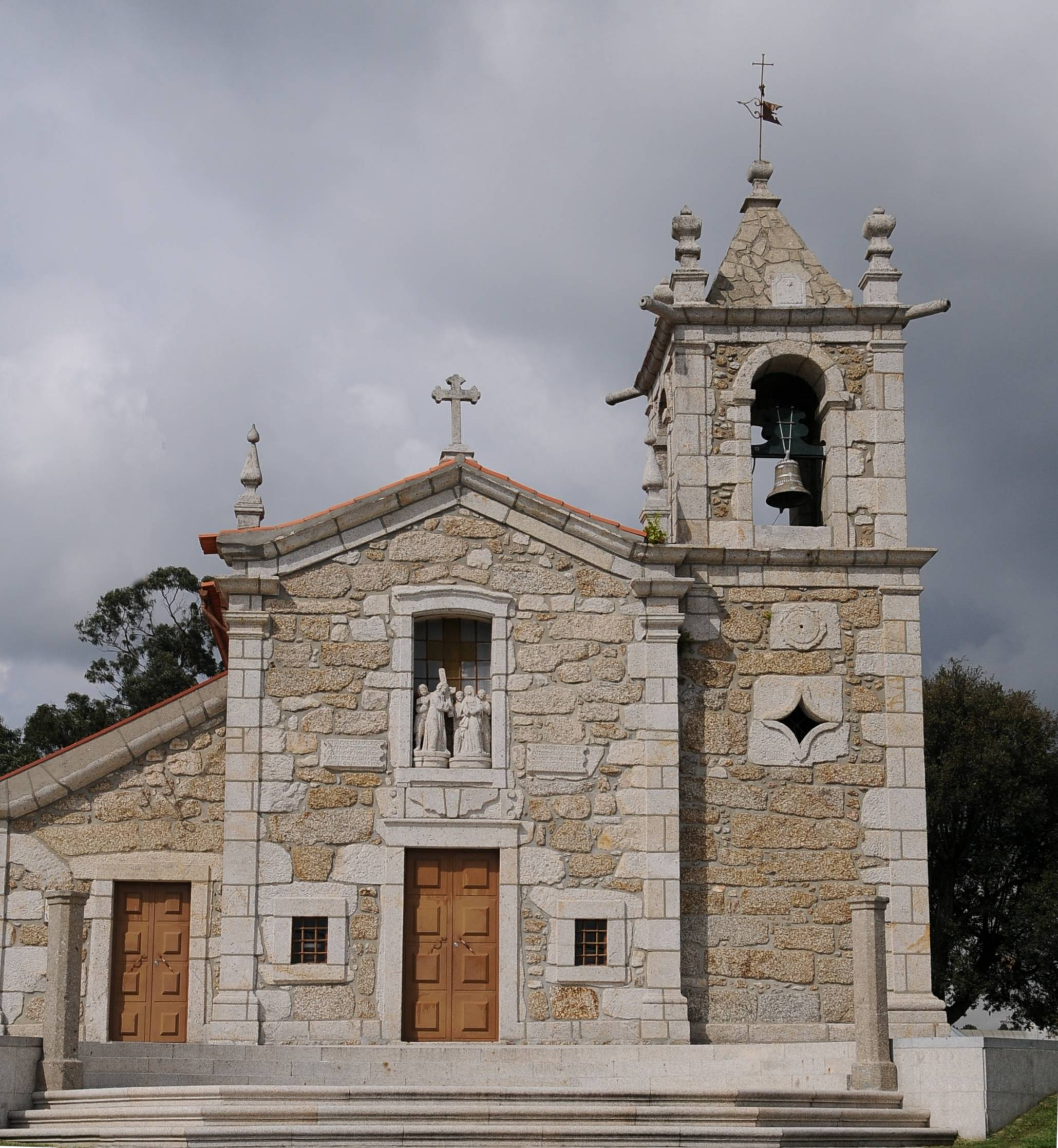
Capela Senhora do Parto.